# Paisco Loveno
Paisco Loveno (Paìsc e Loé in dialetto camuno) è un comune italiano di 166 abitanti, della Val Camonica, provincia di Brescia in Lombardia.
Lo si raggiunge dalla Val Camonica da uno svincolo dalla strada statale 42 del Tonale e della Mendola per la Valle di Paisco all'altezza di Forno d'Allione; dalla Valle di Scalve seguendo la strada statale 294 della Val di Scalve e oltrepassando il Passo del Vivione.
Il territorio di Paisco Loveno confina con diversi comuni: a ovest quello di Schilpario e Teglio, a nord quello di Corteno Golgi e Malonno, ad est quello di Berzo Demo, ed a sud quello di Sellero, Capo di Ponte, Ono San Pietro e Cerveno.

## Geografia fisica

### Territorio
Il comune è formato da tre abitati principali: Loveno, posto più a monte, Grumello, a qualche centinaio di metri da Loveno, e Paisco, posto più a valle. Tutte le frazioni si trovano sulla sponda settentrionale della Valle di Paisco, percorsa dal torrente Allione.
Il paese di Paisco giace in una posizione tale da rimanere diversi mesi l'anno (quelli invernali) senza luce del sole.
Nella località di Loveno di Saviera e Traversagna vi erano quattordici miniere di ferro.

## Storia
Nell'aprile 1299 i consoli della vicinia di Paisco e di Loveno si recano a Cemmo dove è presente Cazoino da Capriolo, camerario del vescovo di Brescia Berardo Maggi. Qui giurano secondo la formula consueta fedeltà al vescovo, e pagano la decima dovuta.
Il 14 ottobre 1336 il vescovo di Brescia Jacopo de Atti investe iure feudi dei diritti di decima nei territori di Cerveno, Ono e Cricolo, Esine e Paisco Oprandino Codaferri da Cemmo.
Alla pace di Breno del 31 dicembre 1397 il rappresentante della comunità di Paisco, Andriolo Baratiero (anche notaio), si schierò sulla sponda ghibellina.
Il 17 settembre 1423 il vescovo di Brescia Francesco Marerio investe iure feudi dei diritti di decima nei territori di Monno, Cevo, Andrista, Grumello, Saviore, Cemmo, Ono, Sonico, Astrio, Malegno, Cortenedolo, Vione, Incudine e Berzo Demo a Bertolino della Torre di Cemmo .
Con l'unione al regno d'Italia (1859) si crea il comune di Loveno Grumello (prima nel nome risultava solo Loveno). Nel 1928 i comuni di Paisco e Loveno Grumello si uniscono formando Paisco Loveno.

### Feudatari locali
Famiglie che hanno ottenuto l'infeudazione vescovile dell'abitato:
| Famiglia    | Periodo  |
| Codaferri   | 1336 - ? |
| Della Torre | 1423 - ? |

### Simboli
Lo stemma e il gonfalone sono stati concessi con decreto del presidente della Repubblica del 14 settembre 1984.
Il gonfalone è un drappo di giallo.

## Monumenti e luoghi d'interesse
Nel territorio comunale presso il Passo del Torsoleto a 2645 m s.l.m. è presente il Bivacco Davide Salvadori.

### Architetture religiose
Le chiese di Paisco Loveno sono:
- Paisco
  - Parrocchiale di San Paterio, il nome fa supporre influenze benedettine, sebbene la struttura sia barocca.
- Loveno-Grumello
  - Chiesa di Sant'Antonio, del XIV secolo, ampliata attorno al 1700.

## Società

### Lingua e dialetto
Nel territorio di Paisco Loveno, accanto all'italiano, è parlata la Lingua lombarda prevalentemente nelle sue varianti di dialetto bresciano e dialetto camuno.

### Evoluzione demografica
Abitanti censiti

Con i soli 176 abitanti censiti nel 2021 e una superficie di 35,87 km², il comune di Paisco Loveno ha una densità abitativa di soli 4,85 ab/km², ed è il comune con la densità abitativa più bassa nella provincia di Brescia.

## Cultura e tradizioni
Gli scütüm sono nei dialetti camuni dei soprannomi o nomiglioli, a volte personali, altre indicanti tratti caratteristici di una comunità. Quello che contraddistingue gli abitanti di
- Paisco è Bàlisch[4], Balì, maa schèlt
- Loveno è Aocàcc (avvocati).[4] o Rumìcc (eremiti)

Esistono nel folklore della Val Camonica alcuni proverbi in dialetto camuno riguardanti Paisco e Loveno:
- A Paísc e Loé nó'n mangé, se nó'n porté: chí öll del pà, i sel töi dré. A Paisco e Loveno non mangiate se non ne portate appresso: chi vuole del pane se lo porti da casa.[15]

## Amministrazione
| Periodo        | Periodo        | Primo cittadino      | Partito      | Carica  | Note |
| -------------- | -------------- | -------------------- | ------------ | ------- | ---- |
| 24 aprile 1995 | 14 giugno 2004 | Bernardo Mascherpa   | lista civica | Sindaco |      |
| 14 giugno 2004 | 8 giugno 2009  | Giovanna Moreschetti | lista civica | Sindaco |      |
| 8 giugno 2009  | in carica      | Bernardo Mascherpa   | lista civica | Sindaco |      |

### Unione di comuni
Paisco Loveno fa parte dell'Unione Alpi Orobie Bresciane, assieme ai comuni di Edolo, Malonno, Sonico, e Corteno Golgi.